# Nanaco

nanaco는 세븐&아이 홀딩스가 일본 내에서 운영하는 비접촉형 결제 방식의 전자화폐이다. 주식회사 세븐 카드 서비스가 발행하여 세븐일레븐을 비롯한 가맹점에서 이용할 수 있다. 전자 화폐 외에도 포인트 카드 기능을 겸비하고 있으며 플라스틱으로 현금 카드 크기의 카드식과 휴대 전화에서 이용하는 "nanaco 모바일"의 2 종류의 형태로 2007년 4월 23일 서비스가 시작되었다. 카드나 휴대 전화에는 비접촉형 IC 카드 통신 기술 FeliCa가 채용되고 있다.